# Giorgio Tuccinardi
Giorgio Tuccinardi (ur. 22 grudnia 1985 w Udine) – włoski wioślarz.

## Osiągnięcia
- Mistrzostwa świata U-23 – Amsterdam 2005 – dwójka bez sternika wagi lekkiej – 1. miejsce.
- Mistrzostwa świata U-23 – Hazewinkel 2006 – dwójka bez sternika – 8. miejsce.
- Mistrzostwa świata – Eton 2006 – ósemka wagi lekkiej – 1. miejsce.
- Mistrzostwa świata U-23 – Glasgow 2007 – czwórka bez sternika wagi lekkiej – 5. miejsce.
- Mistrzostwa świata – Monachium 2007 – ósemka wagi lekkiej – 3. miejsce.
- Mistrzostwa świata – Linz 2008 – ósemka wagi lekkiej – 4. miejsce.
- Mistrzostwa świata – Poznań 2009 – czwórka bez sternika wagi lekkiej – 5. miejsce.
- Mistrzostwa Europy – Brześć 2009 – czwórka bez sternika wagi lekkiej – 5. miejsce.
- Mistrzostwa Europy – Montemor-o-Velho 2010 – dwójka bez sternika wagi lekkiej – 4. miejsce.
- Mistrzostwa świata – Bled 2011 – ósemka ze sternikiem wagi lekkiej – 2. miejsce
- Mistrzostwa Europy – Sewilla 2013 – dwójka bez sternika wagi lekkiej – 2. miejsce
- Mistrzostwa świata – Amsterdam 2014 – ósemka ze sternikiem wagi lekkiej – 2. miejsce